# Diocesi di Iguatu
La diocesi di Iguatu (in latino: Dioecesis Iguatuvina) è una sede della Chiesa cattolica in Brasile suffraganea dell'arcidiocesi di Fortaleza. Nel 2021 contava 511.123 battezzati su 607.549 abitanti. È retta dal vescovo Geraldo Freire Soares, C.SS.R.

## Territorio

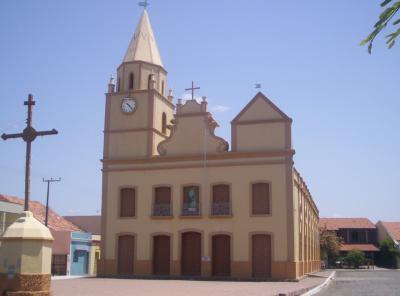
L'ex cattedrale di Sant'Anna.

La diocesi comprende 19 comuni dello stato brasiliano del Ceará: Acopiara, Aiuaba, Arneiroz, Cariús, Catarina, Cedro, Deputado Irapuan Pinheiro, Icó, Iguatu, Jucás, Orós, Milhã, Mombaça, Pedra Branca, Piquet Carneiro, Quixelô, Saboeiro, Senador Pompeu e Solonópole.
Sede vescovile è la città di Iguatu, dove si trovano la cattedrale di San Giuseppe e l'ex cattedrale di Sant'Anna.
Il territorio si estende su 21.904 km² ed è suddiviso in 29 parrocchie.

## Storia
La diocesi è stata eretta il 28 gennaio 1961 con la bolla In apostolicis di papa Giovanni XXIII, ricavandone il territorio dall'arcidiocesi di Fortaleza e dalla diocesi di Crato.
Il 28 settembre 1963 ha ceduto una porzione del suo territorio a vantaggio dell'erezione della diocesi di Crateús.

## Cronotassi dei vescovi
Si omettono i periodi di sede vacante non superiori ai 2 anni o non storicamente accertati.
- José Mauro Ramalho de Alarcón Santiago † (13 ottobre 1961 - 26 luglio 2000 ritirato)
- José Doth de Oliveira † (26 luglio 2000 succeduto - 7 gennaio 2009 dimesso)
- João José da Costa, O.Carm. (7 gennaio 2009 - 5 novembre 2014 nominato arcivescovo coadiutore di Aracaju)
- Edson de Castro Homem (6 maggio 2015 - 24 febbraio 2021 dimesso)
- Geraldo Freire Soares, C.SS.R., dal 4 maggio 2022

## Statistiche
La diocesi nel 2021 su una popolazione di 607.549 persone contava 511.123 battezzati, corrispondenti al 94,5% del totale.
| anno | popolazione | popolazione | popolazione | presbiteri | presbiteri | presbiteri | presbiteri                | diaconi | religiosi | religiosi | parrocchie |
| anno | battezzati  | totale      | %           | numero     | secolari   | regolari   | battezzati per presbitero | diaconi | uomini    | donne     | parrocchie |
| ---- | ----------- | ----------- | ----------- | ---------- | ---------- | ---------- | ------------------------- | ------- | --------- | --------- | ---------- |
| 1966 | 319.453     | 339.424     | 94,1        | 31         | 24         | 7          | 10.304                    |         | 7         | 35        | 18         |
| 1970 | 428.878     | 451.450     | 95,0        | 29         | 21         | 8          | 14.788                    |         | 8         | 31        | 19         |
| 1976 | 420.898     | 443.050     | 95,0        | 23         | 16         | 7          | 18.299                    |         | 7         | 12        | 19         |
| 1980 | 544.000     | 573.000     | 94,9        | 18         | 12         | 6          | 30.222                    |         | 6         | 23        | 19         |
| 1990 | 521.671     | 549.127     | 95,0        | 19         | 14         | 5          | 27.456                    |         | 5         | 51        | 19         |
| 1999 | ?           | 550.000     | ?           | 24         | 18         | 6          | ?                         |         | 9         | 31        | 19         |
| 2000 | 527.000     | 555.000     | 95,0        | 30         | 25         | 5          | 17.566                    |         | 8         | 31        | 19         |
| 2001 | 532.000     | 560.000     | 95,0        | 29         | 24         | 5          | 18.344                    |         | 8         | 15        | 19         |
| 2002 | 509.000     | 512.000     | 99,4        | 23         | 18         | 5          | 22.130                    |         | 7         | 29        | 19         |
| 2003 | 486.086     | 512.313     | 94,9        | 21         | 19         | 2          | 23.146                    |         | 3         | 29        | 19         |
| 2004 | 486.086     | 512.313     | 94,9        | 19         | 18         | 1          | 25.583                    |         | 3         | 26        | 21         |
| 2006 | 498.000     | 525.000     | 94,9        | 25         | 24         | 1          | 19.920                    |         | 4         | 43        | 21         |
| 2013 | 545.000     | 573.000     | 95,1        | 33         | 28         | 5          | 16.515                    |         | 8         | 48        | 26         |
| 2016 | 558.700     | 572.000     | 97,7        | 38         | 34         | 4          | 14.702                    |         | 7         | 47        | 27         |
| 2019 | 568.000     | 601.327     | 94,5        | 40         | 36         | 4          | 14.200                    |         | 8         | 52        | 29         |
| 2021 | 511.123     | 607.549     | 84,1        | 38         | 33         | 5          | 13.450                    |         | 9         | 50        | 29         |